# Enrique Bautista Villegas
Leopoldo Enrique Bautista Villegas (Uruapan, Michoacán; 29 de junio de 1949). Es un político mexicano, miembro del Partido de la Revolución Democrática, ha sido diputado federal y secretario general de Gobierno de Michoacán.
Es licenciado en Relaciones Industriales por la Universidad Iberoamericana y licenciado en Economía por la Universidad Nacional Autónoma de México, durante el gobierno de Cuauhtémoc Cárdenas Solórzano de 1980 a 1986, ocupó el cargo de director general del Fondo Mixto para el Fomento de Michoacán, 1988 a 1990 fue suplente del senador Cristóbal Arias Solís, de 1990 a 1992 presidente del Comité Municipal del PRD en Morelia, fue elegido diputado federal por el IX Distrito Electoral Federal de Michoacán a la LVII Legislatura de 1997 a 2000, durante la cual se desempeñó como presidente de la Comisión de Agricultura de la Cámara de Diputados. 
Fue nombrado en 2002 Secretario de Planeación y Desarrollo de Michoacán por el gobernador Lázaro Cárdenas Batel al inicio de su gobierno, en 2002, y posteriormente Secretario General de Gobierno en 2003 a la renuncia al cargo de Leonel Godoy Rangel para ser Presidente del PRD, permanenció en el cargo hasta 2007 cuando renunció para ser precandidato del PRD a Gobernador del estado.
Bautista fue Precandidato del PRD a gobernador de Michoacán, donde se enfrentó a entre otros, Leonel Godoy y Cristóbal Arias, Bautista fue señalado como el candidato favorito del Gobernador Cárdenas y su padre, Cuauhtémoc Cárdenas, sin embargo ellos han negado insistentemente esta especie. Los resultados de la elección interna dieron como ganador a Leonel Godoy Rangel, hecho que fue reconocido por Bautista.